# Pachnobia coerulescens
Pachnobia coerulescens är en fjärilsart som beskrevs av Tutt 1892. Pachnobia coerulescens ingår i släktet Pachnobia och familjen nattflyn. Inga underarter finns listade i Catalogue of Life.